# 内河 (夏朗德河支流)
内河（法語：Né，法語：[ne] ⓘ)）是法国新阿基坦大区夏朗德省与滨海夏朗德省的河流，是夏朗德河的左支流，长66.1千米。